# Barbus motebensis
Barbus motebensis е вид лъчеперка от семейство Шаранови (Cyprinidae). Видът е уязвим и сериозно застрашен от изчезване.

## Разпространение и местообитание
Разпространен е в Южна Африка (Гаутенг и Северозападна провинция).
Обитава сладководни басейни, реки и потоци.

## Описание
На дължина достигат до 8 cm.